# Paula Beiguelman
Paula Beiguelman (Santos, 1926 – São Paulo, 5 de junho de 2009) foi uma proeminente cientista social, pesquisadora, pensadora de esquerda e professora universitária brasileira.
Era a irmã mais velha do geneticista Bernardo Beiguelman. Durante a Ditadura militar brasileira, Paula foi uma das docentes da Universidade de São Paulo obrigada a se aposentar por suas atividades acadêmicas e sociais. É considerada pelo CNPq uma das pioneiras da ciência no Brasil.

## Biografia
Paula nasceu na cidade de Santos, no litoral paulista, em 1926. Era filha de imigrantes judeus que vieram da Polônia, Rafael e Cecília Beiguelman. A família se assentou no bairro operário de Santos, onde tinha uma condição bastante humilde. Seus pais concentraram os esforços na educação dos filhos e forneceram uma boa educação, inclusive musical e incutiram nos filhos uma postura ética bastante firme. A mãe era bastante preocupada com o desempenho escolar dos filhos e em casa os irmãos Paula e Bernardo tinha um ambiente cultural estimulante, com bastante leitura e acesso a livros.
Paula estudou na rede pública de ensino de Santos, junto do irmão. No começo da década de 1940 já planejava cursar a universidade na capital paulista. A falta de recursos da família e a pouca idade eram impedimentos sérios para enviá-la sozinha para São Paulo. Sem ter cursado o pré-universitário, Paula tinha boas chances de ingressar no curso de ciências sociais e políticas da Faculdade de Filosofia, Letras e Ciências Humanas da Universidade de São Paulo.
Paula chegou à capital na companhia da mãe para realizar o exame vestibular. Eram poucos candidatos, assim Paula passou na prova. O problema da habitação teria sido resolvido com a ajuda de professores que conheciam a família em Santos e se dispuseram a custear as despesas da estadia de Paula na cidade de São Paulo, mas seu pai negou. Paula então pretendia arrumar um emprego, pedindo ajuda na diretoria da faculdade para conseguir uma indicação. Quando contou aos professores sobre suas dificuldades, Paula recebeu uma bolsa de estudos, mecanismo oferecido na época para preencher as vagas do curso.
A falta do conhecimento do idioma francês foi um problema para Paula e outros colegas, devido à presença de muitos professores franceses que vieram da Europa a fim de criar e estabelecer os cursos da Universidade de São Paulo. A presença de assistentes dos professores na sala de aula, como Gioconda Mussolini, era o que ajudava os alunos que não tinham o conhecimento adequado.

## Carreira
Paula obteve o diploma de licenciada em ciências sociais em 1945 e, diferente do destino profissional de vários de seus colegas habilitados, que era a docência no ensino secundário, Paula prestou concurso e passou em primeiro lugar na Secretaria de Governo do Estado de São Paulo. Algum tempo depois, se transferiu para o Departamento Estadual de Estatística, onde esteve sob a supervisão de Afonso de Toledo Piza. Paula ficou neste posto até 1949, ano em que o órgão passou por uma reestruturação, momento em que surge uma oportunidade de retornar à faculdade para integrar a Cadeira de Política, desfalcada pelo retorno do professor Georges Gurvitch à França e pela saída do assistente Benedicto Ferri de Barros. Mesmo trabalhando no funcionalismo, Paula não deixava de obter notícias da faculdade e em uma das visitas feitas Paula recebeu um convite do professor Lourival Gomes Machado a fim de trabalhar na cadeira política por ele regida. Mais tarde, ela foi efetivada como assistente da cátedra.
É neste momento que sua carreira acadêmica se inicia. De 1949, ano em que foi comissionada, até 1954, Paula assumiu a função de primeira assistente da cadeira, tendo substituído o chefe da cátedra pelo menos três vezes, em 1953, dando aulas e seminários em seu lugar. De 1954 a novembro de 1961, Paula se dedicou ao doutorado, quando defendeu a tese Teoria e ação no pensamento abolicionista, sob a orientação de Lourival Gomes Machado. em 1955, já era a responsável pelo curso de “Introdução à ciência política”. Em 1967, defendeu a tese de livre-docência Contribuição à teoria da organização política brasileira e em 1968, para o concurso de cátedra, apresenta o trabalho A formação do povo no complexo cafeeiro. Paula concorreu com Fernando Henrique Cardoso pela titularidade.
Nesta época, a radicalização política vinha ocorrendo no Brasil. Não sendo escolhida para a cadeira de Ciência Política, Paula então se transferiu para a de História da Civilização Brasileira, dirigida por Sérgio Buarque de Holanda, onde trabalhou por pouco tempo: ela foi aposentada, de maneira forçada, pelo regime militar, junto de Emília Viotti da Costa, Florestan Fernandes, Fernando Henrique Cardoso, entre outros. Com a anistia, voltaria à universidade com o título de professora emérita em 2003.
O tema central da obra e carreira de Paula foi levantar a discussão sobre a transição do trabalho escravo para o trabalho livre no Brasil. Paula desmontou o mito do abolicionismo como dádiva da corte. Enquanto para alguns estudiosos e para a corrente de pensamento vigente na USP na época, a substituição do trabalho escravo era mera refração do processo de construção do capitalismo e da sociedade de mercado, um processo macrossocial. Paula por sua vez, postulava que não havia contradição entre capitalismo e escravidão e a expansão do capitalismo não precisava se fazer, necessariamente, com a substituição da mão-de-obra escrava.

## Morte
Paula morreu em 5 de junho de 2009, em São Paulo, aos 77 anos, devido a um câncer. Ela era viúva, não teve filhos e foi sepultada no Cemitério Israelita do Butantã, em São Paulo.

## Publicações selecionadas
- Formação política do Brasil, vol. 1, Teoria e ação no pensamento abolicionista. São Paulo: Pioneira. (1967).
- A formação do povo no complexo cafeeiro: aspectos políticos, São Paulo: Pioneira. (1977).
- Os companheiros de São Paulo, São Paulo: Símbolo. (1977).
- Pingo de azeite: a instauração da ditadura, São Paulo: Perspectiva. (1994).
- Joaquim Nabuco, São Paulo: Perspectiva. (1995).